# الكسندر لوكاس
الكسندر لوكاس هو سياسي كندي، ولد في 2 سبتمبر 1852 في أونتاريو في كندا، وتوفي في 8 يونيو 1942 في فانكوفر في كندا. انتخب عمدة كالغاري ‏.